# Škoda Artic
Škoda Artic (obchodní název ForCity Smart, původně Transtech Artic) je nízkopodlažní kloubová tramvaj vyráběná od roku 2013 finskou firmou Škoda Transtech, dceřinou společností firmy Škoda Transportation. Vyvinuta byla pro tramvajovou síť finského hlavního města Helsinky, další odvozené verze byly dodány do Tampere a pro meziměstskou trať z Helsinek do Espoo.

## Konstrukce
V původní verzi pro Helsinky se jedná se o tříčlánkovou plně nízkopodlažní tramvaj se čtyřmi otočnými podvozky a osmi hnacími nápravami. Vzduchem chlazené asynchronní trakční motory s kuželočelními převodovkami jsou napájeny po dvojicích z trakčních měničů s IGBT prvky. Vozová skříň je tepelně izolována, má dvojitá okna, topení a klimatizaci. Tramvaj dlouhá 27,6 m je určena pro rozchod 1000 mm a může pojmout maximálně 199 cestujících. Nástupní plošiny vozu se nacházejí ve výšce 360 mm nad temenem kolejnice, nejvyšší bod podlahy dosahuje výšky 520 mm nad temenem kolejnice.
Verze ArticX34 pro Tampere je plně nízkopodlažní obousměrná tříčlánková tramvaj délky 37 m pro rozchod 1435 mm. Krajní články spočívají na jednom dvounápravovém otočném podvozku, prostřední na dvou podvozcích, přičemž všechny nápravy jsou hnací. Technické řešení umožňuje v případě potřeby přidat jeden další článek. Objednaný dodatečný modul má délku 10 m.
Verze ArticX54 pro meziměstskou trať z Helsinek do Espoo je plně nízkopodlažní obousměrná pětičlánková tramvaj délky 34 m pro rozchod 1000 mm. Každý článek, vyjma prostředního, spočívá na dvounápravovém otočném podvozku, všechny nápravy jsou hnací. Technické řešení umožňuje v případě potřeby přidat jeden další článek.
Design všech tří variant tramvají Artic vytvořilo finské studio Idis Design.
Z konstrukce Articu vychází další tramvaje z rodiny ForCity Smart (např. typy Škoda 39T a Škoda 40T).

## Dodávky tramvají
V roce 2010 vyhrála společnost Transtech soutěž helsinského dopravního podniku Helsingin kaupungin liikennelaitos na dodávku 40 tramvají s opcí na dalších 90 vozidel. První dva prototypy tramvaje Artic byly dokončeny v roce 2013, kdy byly zároveň dodány do Helsinek. Následně podstoupily zkušební jízdy bez cestujících i s cestujícími. V roce 2015 odkoupila firmu Transtech česká společnost Škoda Transportation. Podle plánu byla sériová výroba tramvají zahájena v roce 2015, přičemž první sériový vůz vyjel z továrny již se znakem Škody. V prosinci 2016 helsinský DP částečně využil opci a objednal dalších 20 vozidel. Ještě více, celkem 29 tramvají (v obousměrné verzi Artic X54), bylo podle další opční smlouvy z téhož měsíce objednáno pro novou meziměstskou trať mezi Helsinkami a Espoo (linka Jokeri). Posledních deset kusů na základě opce si v původní verzi objednal helsinský dopravní podnik v červnu 2018. Dvojice prototypů byla v roce 2018 odprodána německému dopravci Schöneicher-Rüdersdorfer Strassenbahn, který provozuje tramvajovou dopravu v Schöneiche bei Berlin. Ten si v roce 2019 objednal jeden další vůz, který se stal v roce 2020 posledním vyrobeným kusem původní verze. V roce 2021 objednal helsinský dopravní podnik dalších 23 vozů ArticX54 pro novou trať spojující čtvrť Laajasalo se středem města. První z nich byl dodán v únoru 2025.

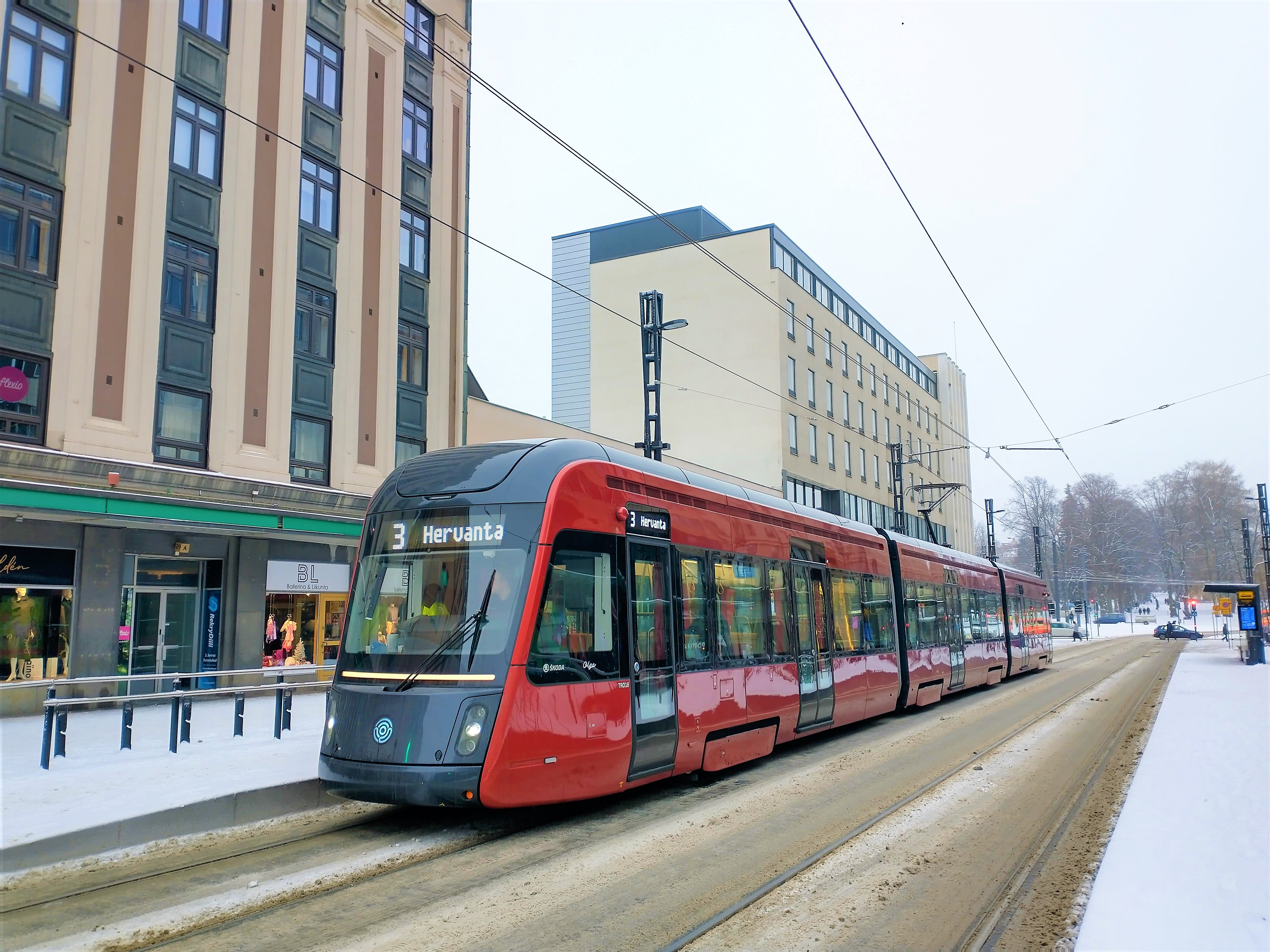
Tramvaj Artic X34 v Tampere

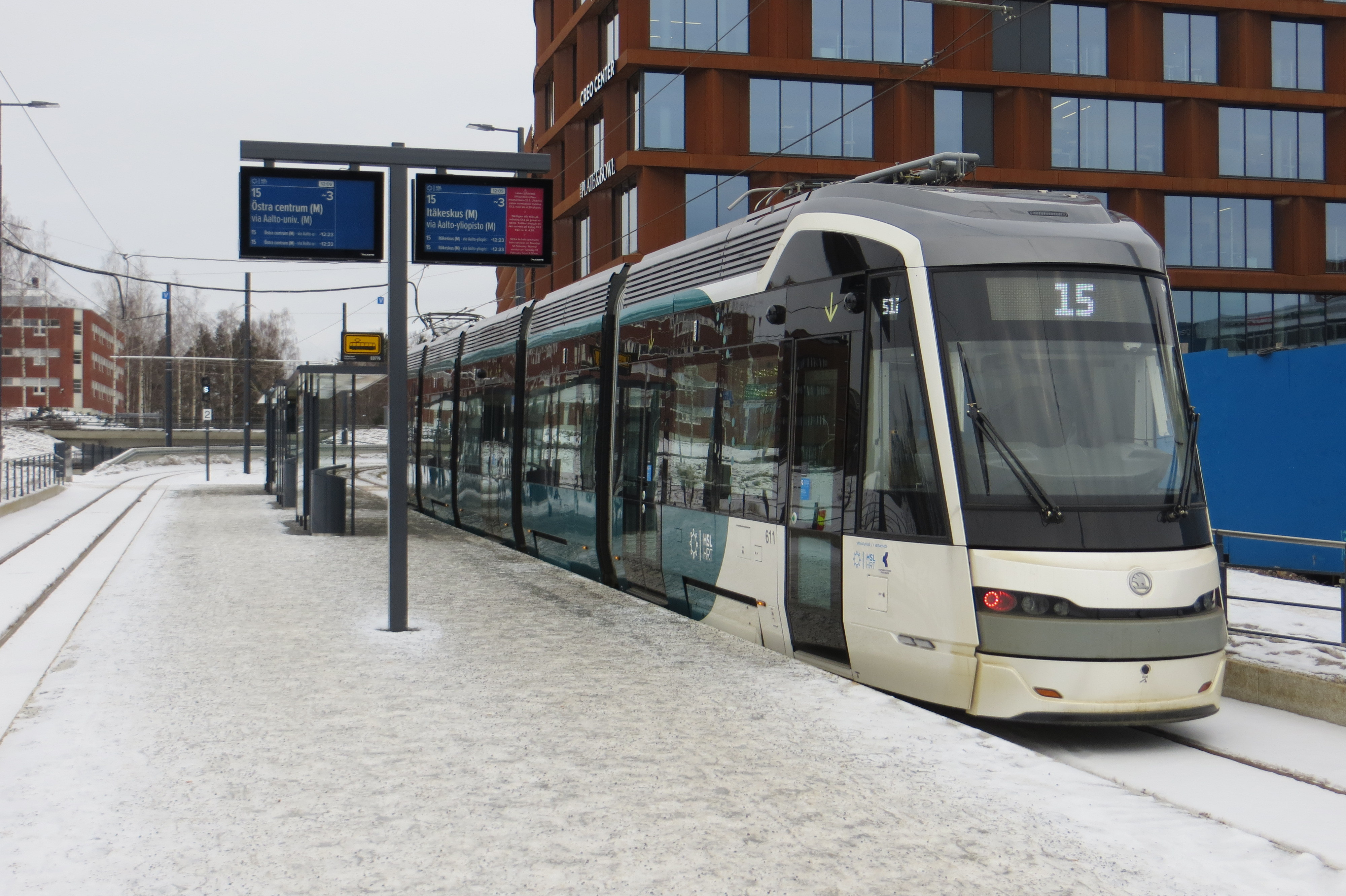
Tramvaj Artic X54 v Espoo

Obousměrný typ Artic X34 byl dodán pro nově vybudovanou tramvajovou síť v Tampere. Smlouva měla být podepsána na konci října 2016, ovšem kvůli protestům neúspěšného uchazeče k tomu došlo až o rok později. Součástí smlouvy bylo 19 tramvají s opcí na dalších 46 kusů. Samostatně byl následně objednán ještě jeden vůz (namísto většího množství náhradních dílů). Všech 20 tramvají bylo dodáno v průběhu let 2020 a 2021, přičemž doprava na novém tramvajovém systému byla zahájena v srpnu 2021. V souvislosti se stavbou dalších tratí objednal v květnu 2022 dopravní podnik prvních pět opčních vozů a v prosinci 2022 další tři kusy. V září 2024 podepsal dopravce Tampereen Raitiotie smlouvu na dodání 11 dodatečných článků, které prodlouží část vozového parku tramvají. Prototypový modul má být vyroben v roce 2025, sériové dodávky mají proběhnout v letech 2027–2028. Další objednávka ze strany dopravce přišla v prosinci 2024 a týkala se sedmi tramvají (s termínem dodání do poloviny roku 2027) a osmi přídavných článků (do července 2028).

### Celkový přehled
Od roku 2013 bylo prozatím vyrobeno celkem 130 vozů.
| Současný stát | Město                 | Článek | Typ          | Roky dodávek | Počet vozů | Evidenční čísla při dodání | Poznámky                    | Zdroj  |
| ------------- | --------------------- | ------ | ------------ | ------------ | ---------- | -------------------------- | --------------------------- | ------ |
| Finsko        | Helsinky              | článek | Artic MLRV01 | 2013         | 2          | 401, 402                   | prototypy, bez podílu Škody | [ 22 ] |
| Finsko        | Helsinky              | článek | Artic MLNRV3 | 2016–2019    | 70         | 403–472                    |                             | [ 23 ] |
| Finsko        | Helsinky              | článek | Artic X54    | 2021–2025    | 32         | 601–632                    | obousměrná verze            | [ 24 ] |
| Finsko        | Tampere               | článek | Artic X34    | 2020–2025    | 28         | TRO01–TRO28                | obousměrná verze            | [ 25 ] |
| Německo       | Schöneiche bei Berlin | článek | Artic MLNRV3 | 2020         | 1          | 53                         |                             | [ 26 ] |